# Katharina Leiding
Katharina Leiding (* 17. März 1994 in Bochum) ist eine ehemalige deutsche Fußballspielerin.

## Karriere
Sie spielte in der Jugend der SG Wattenscheid 09, die ab 2010 als VfL Bochum firmierte. Im Sommer 2011 wechselte Leiding zum Erstligisten SG Essen-Schönebeck und absolvierte dort in ihrer Debütsaison 17 Ligaeinsätze, bei denen ihr am 6. Mai 2012 gegen Bayer Leverkusen ihr erstes Tor gelang. Im Sommer 2015 beendete sie ihre aktive Spielerkarriere.

### International
Leiding durchlief diverse Jugendmannschaften des DFB und nahm unter anderem an der U-17-EM 2011 und der U-20-WM 2012 teil. Ihren ersten Treffer im Nationaltrikot erzielte Leiding am 31. März 2012 gegen Polen.

## Persönliches
Leiding studiert seit April 2015, Körperarbeit - Personal Training an der Ruhr-Universität Bochum.